# 長谷川清 (政治家)
長谷川 清（はせがわ きよし、1932年6月26日 - 2017年6月1日）は、日本の政治家、元民主党参議院議員（2期）。

## 来歴・人物
旧朝鮮・釜山生まれ。1952年、大分県立大分工業高等学校卒業。同年東京電力に入社。東京同盟書記長、電電労組委員長、電力労連副会長、電力総連副会長を歴任する。1992年の第16回参議院議員通常選挙で比例区に民社党から立候補して当選。1994年の新進党結党に参加。その後新党友愛を経て民主党に合流。2期務め、2004年の第20回参議院議員通常選挙に立候補せず、引退。
2002年、勲二等瑞宝章受章。
2017年6月1日20時46分、腎不全のため狭山市で死去。84歳没。